# 僕のバラード
「僕のバラード」（ぼくのバラード）は1999年4月28日に発売された、徳永英明26枚目のシングル。

## 解説
前作「青い契り」から3ヶ月ぶり、キングレコード移籍第2弾シングル。

## タイアップ
日本テレビ系「ザ・サンデー＋30」エンディング・テーマ。

## 収録曲
作詞・作曲：德永英明　編曲:瀬尾一三
1. 僕のバラード
2. 花
3. 僕のバラード（NO VOCAL EDITION）